# ツヘーネ
ツヘーネ（英語: Tshane）はボツワナカラハリ地区の村。カラハリ砂漠のなかにあり、地方空港ツヘーネ空港が所在する。村には小学校がある、2011年の人口センサスによると、人口は1,020人。

## 周辺
周辺には、レフトゥトゥやハカントシー、Lokwabeのような大きな村がある。最大の村はレフトゥトゥで、2つの小学校、中学校とMatcheng Bridgate schoolがある。ナイトクラブがあるホテルがあるので、多くの観光客は宿泊のためにレフトゥトゥを訪れる。

## 交通

### 空港
- ツヘーネ空港（英語版）